# Grease (Musical)

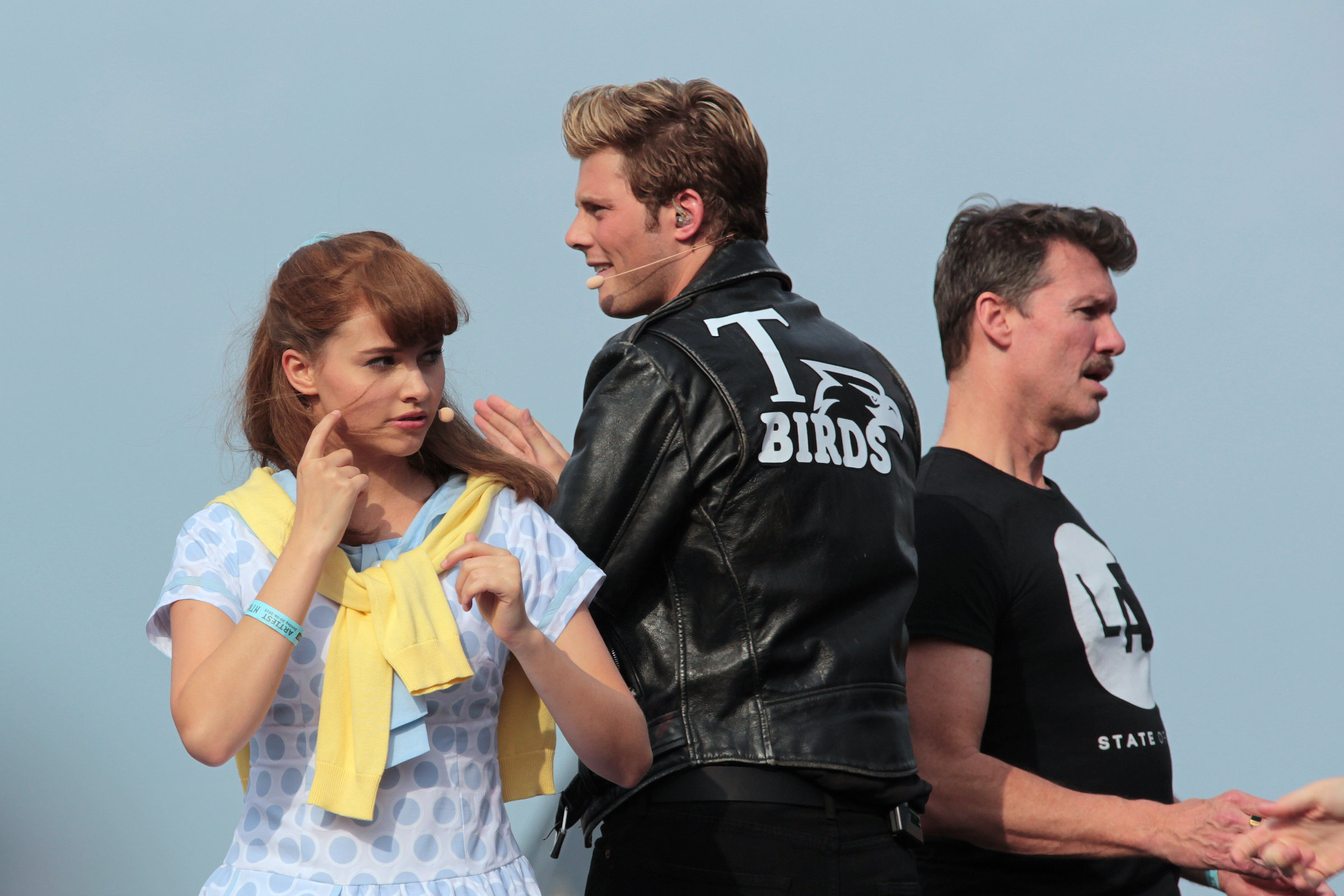
Vajèn van den Bosch und Tim Douwsma bei den Proben zu Grease (Amsterdam, 2015)

Grease ist der Titel eines Musicals von Warren Casey und Jim Jacobs, das 1971 zunächst als fünfstündige Amateurproduktion in Chicago und am 14. Februar 1972 dann am Broadway im Eden Theater Premiere hatte. Mit 3388 Vorstellungen lief das Musical in verschiedenen Theatern am Broadway insgesamt siebeneinhalb Jahre.

## Handlung
Grease ist der englische Begriff für „Schmiere“ und steht für die Pomade, mit der männliche High-School-Schüler in den 1950er Jahren ihre Frisuren in Form brachten. Außerdem bezieht es sich auf den Song Greased Lightnin’, den die Burger Palace Boys singen. Im Musical geht es um eine Liebesromanze im High-School-Milieu.
Die Handlung ist in den 1950er Jahren angesiedelt: Sandy, ein braves, eher schüchternes Mädchen, und Danny, der Anführer der Burger Palace Boys  und Mädchenschwarm, lernen einander in den Sommerferien kennen. Im Herbst darauf zieht Sandy um. Sie geht nun auf dieselbe Schule wie Danny, die Rydell High School, weiß dies aber nicht. Schnell findet Sandy Freundinnen, die Pink Ladies, die beliebtesten Mädchen der Schule. Sie erzählt ihnen von ihrer Sommerliebe, und auch Danny kommt nicht darum herum, von Sandy zu schwärmen. Als Sandy ihren Freundinnen den Namen ihres Angebeteten verrät, bringen diese sie schnurstracks zu Danny. Dieser freut sich zuerst über das Wiedersehen mit Sandy, doch vor seinen Freunden gibt er sich cool und lässt sie abblitzen.
Ein paar Tage später feiern die Pink Ladies eine Pyjamaparty bei Frenchy. Die Mädchen rauchen und trinken Alkohol, doch weil Frenchy Sandy die Ohrlöcher stechen will, wird ihr schlecht. Während Sandy im Badezimmer ist, macht sich Rizzo, die Anführerin der Pink Ladies, über sie lustig. Sandy versucht mit Erfolg, Danny eifersüchtig zu machen. Sie und Danny kommen sich langsam immer näher, und bei dem großen Tanzwettbewerb der Schule erscheint Danny mit Sandy. Doch als Sandy von der Tanzfläche geschickt wird, sind nur noch Danny und Cha-Cha, Dannys Exfreundin, eine heiße Salsatänzerin, übrig. Danny tanzt sehr eng mit Cha-Cha und Sandy läuft traurig davon. Sie sagt, sie wolle ihn nie wieder sehen.
Nun sind Danny und Sandy im Autokino. Als Beweis seiner Liebe schenkt Danny Sandy einen Ring, doch als er ihr zu nahe kommt, flüchtet Sandy. Danny wird nun klar, dass Sandy seine große Liebe ist. Er beschließt, sich nur für sie zu ändern und will sich dem Schulsport widmen. Am Ende des Schuljahres kommt Sandy in neuem Look, nicht mehr brav und schüchtern, sondern sehr weiblich. Als Danny sie sieht, ist er total begeistert und hat nur noch Sandy im Kopf. Nun finden auch andere Paare wieder zueinander.

## Musiktitel
Grease hat im Laufe der Jahrzehnte zahlreiche Änderungen erfahren. Manche Musiktitel wurden durch andere ersetzt, die Reihenfolge wurde geändert etc. Die ursprüngliche Version war diese:
| Erster Akt | Zweiter Akt |
| --- | --- |
| - Alma Mater - Alma Mater Parody / Alma Mater Parodie - Summer Nights / Sommerliebe - Those Magic Changes / Magische Klänge - Freddy, My Love / Freddy mein Schatz - Greased Lightnin’ - Hopelessly Devoted to You / Hoffnungslos verloren - Mooning - Look at Me, I’m Sandra Dee / Sandra Dee - Since I Don’t Have You - We Go Together / Wir geh’n zusammen | - Shakin’ at the High School Hop / High School Hop - It’s Raining on Prom Night / Es regnet an der Ballnacht - Shakin’ at the High School Hop (Reprise) / High School Hop (Reprise) - Born to Hand-Jive / Hand Jive - Beauty School Dropout / Schöner Versager - Alone at a Drive-In Movie / Allein im Autokino - Rock ’n’ Roll Party Queen / Rock ’n’ Roll Königin - There Are Worse Things I Could Do / Ich könnt’ wirklich schlimmer sein - Look at Me, I’m Sandra Dee (Reprise) / Sandra Dee (Reprise) - All Choked Up / Du haust mich um - We Go Together (Reprise) / Wir geh’n zusammen (Reprise) |

In späteren Versionen wurden die zusätzlichen Titel des Films ergänzt.
| Erster Akt | Zweiter Akt |
| --- | --- |
| - Overture (instrumental) - Prolog – Sandy - Grease - Summer Nights - Those Magic Changes - Freddy My Love - Look at Me, I’m Sandra Dee - Greased Lightnin’ - Greased Lightnin’ (Reprise) - Rydell Fight Song - Mooning - We Go Together | - Shakin’ at the High School Hop - It’s Raining on Prom Night - Born to Hand-Jive - Hopelessly Devoted to You - Beauty School Dropout - Beauty School Dropout (Reprise) - Sandy - Rock ’n’ Roll Party Queen - There Are Worse Things I Could Do - Look at Me, I’m Sandra Dee (Reprise) - You’re the One that I Want - Finale – Grease Medley |

Die zusätzlichen Titel stammen von Barry Gibb (Grease), John Farrar (Hopelessly Devoted to You und You’re the One that I Want), Louis St. Louis / Scott Simon (Sandy).

## Inszenierungen

### Uraufführung
Grease feierte am 14. Februar 1972 im Eden Theatre am Broadway in New York Premiere. Die Regie wurde von Tom Moore geführt, während Patricia Birch die Choreographie für das Stück übernahm. Die Hauptrollen Danny und Sandy wurden von Barry Bostwick und Carole Demas gespielt. Bereits 1972 wurde Grease für sieben Tony Awards nominiert. In siebeneinhalb Jahren wurde das Musical insgesamt 3388 Mal allein dort aufgeführt und war 1979 das am längsten laufende Musical am Broadway.

### Europapremiere
Im Juni 1973 wurde die Londoner Produktion am New London Theatre eröffnet. Unter den Darstellern befand sich der damals noch unbekannte Richard Gere, der den Danny mimte, während Kim Braden die Rolle der Sandy übernahm. Allerdings war die Produktion weniger erfolgreich und wurde bereits nach neun Monaten wieder abgesetzt.
Mit der Verfilmung im Jahr 1978, in der John Travolta und Olivia Newton-John die Hauptrollen übernahmen, brach ein regelrechter Grease-Boom aus und die Nachfrage nach der Musicalproduktion stieg, so dass es zur Neuauflage der Produktionen in London und New York kam.

### Neuinszenierung
1993 feierte die Neuinszenierung unter Regisseur David Gilmore im Londoner Westend Premiere, wo sie bis heute als eines der erfolgreichsten Musicals gespielt wird.

### Deutschsprachige Produktionen
Die deutschsprachige Erstaufführung der bis dahin bereits sehr erfolgreichen Broadwayinszenierung war 1994 am Raimundtheater in Wien. Dabei wurden die Texte in Deutsch gesprochen, die Lieder aber in der englischen Originalsprache belassen.
1995 erhielten die deutschen Musical-Produzenten Thomas Krauth und Michael Brenner die Rechte für Grease im deutschsprachigen Raum. Sie produzierten die Wiener Fassung als Neuinszenierung und zeigten sie zunächst in Frankfurt in der Alten Oper (August/September 1995) und anschließend in Zürich im ehemaligen Cats-Theater (September bis Dezember 1995).
Einen Monat später brachten die Theatermacher Krauth und Brenner das Kultmusical als große En-suite-Produktion auf die Bühne: Am 20. Januar 1996 feierte Grease Premiere am Capitol Theater in Düsseldorf, das die beiden Produzenten mit dieser Inszenierung eröffneten. Mit drei Jahren Spielzeit (bis zum 31. Dezember 1998) und rund 1,2 Millionen Besuchern verschaffte das erfolgreiche Fifties-Musical Düsseldorf einen Platz in der Riege der renommierten Musicalstädte.
Unter der Regie und der Choreographie von Dennis Callahan und mit Mike Dixon als Musical-Supervisor war die Düsseldorfer Musical-Inszenierung innerhalb Deutschlands diejenige mit der längsten Laufzeit an einem Ort.
1998 präsentierten Krauth und Brenner eine weitere Produktion dieser Inszenierung: In Berlin, im Theater des Westens, spielte das romantische High-School-Musical vor ausverkauftem Haus von September bis Dezember.
In den darauf folgenden Jahren gab es nahezu ununterbrochen Tourneen unter anderem mit einer Neuproduktion des Musicals in Originalsprache durch diverse deutsche und europäische Städte bis Semmel Concerts im Jahr 2001 das Musical als Tourneeveranstalter übernahm. Das Bayreuther Konzert- und Veranstaltungsunternehmen setzte auf die Sprachmischung von deutschen Texten und englischen Originalliedern und tourte in den Jahren 2001/2002, 2003/2004 und 2006/2007 durch Deutschland und das deutschsprachige europäische Ausland. „Grease – Das Musical“, eine von David Gilmore extra für den deutschsprachigen Raum neu überarbeitete Fassung, war ab dem 16. November 2010 für neun Wochen am Capitol Theater Düsseldorf zu sehen, danach wurde es in vier weiteren deutschen Großstädten aufgeführt:
Grease – Das Musical. Tournee-Neuinszenierung (2010/2011):
| Stadt             | Theater           | Start      | Ende       |
| ----------------- | ----------------- | ---------- | ---------- |
| Düsseldorf        | Capitol Theater   | 16.11.2010 | 12.02.2011 |
| Bremen            | Musical Theater   | 15.02.2011 | 27.02.2011 |
| Berlin            | Admiralspalast    | 01.03.2011 | 20.03.2011 |
| München           | Deutsches Theater | 22.03.2011 | 17.04.2011 |
| Frankfurt am Main | Alte Oper         | 19.04.2011 | 01.05.2011 |

## Auszeichnungen

### Tony Awards 1972
Nominierungen
- Bestes Musical (Kenneth Waissman, Maxine Fox)
- Beste Musicallibretto (Jim Jacobs, Warren Casey)
- Bester Hauptdarsteller in einem Musical (Barry Bostwick)
- Bester Nebendarsteller in einem Musical (Timothy Meyers)
- Beste Nebendarstellerin in einem Musical (Adrienne Barbeau)
- Beste Kostüme (Carrie F. Robbins)
- Beste Choreografie (Patricia Birch)

### Theatre World Award 1972
- Adrienne Barbeau

### Drama Desk Award 1972
- Herausragende Choreografie (Patricia Birch)
- Vielversprechendste Kostüme (Carrie F. Robbins)

## Adaptionen
- 1978 wurde das Musical mit John Travolta und Olivia Newton-John in den Hauptrollen verfilmt (siehe Grease). Produziert wurde der Kinofilm von dem britischen Film- und Musikproduzenten Robert Stigwood. Dieser hatte ein Jahr zuvor auch den Film Saturday Night Fever in die Kinos gebracht, durch den John Travolta – der hier ebenfalls die Hauptrolle spielte – weltweit Berühmtheit erlangte.
- 1982 folgte eine Film-Fortsetzung (Grease 2), die allerdings weniger erfolgreich war.

## Sonstiges
- Olivia Newton-John, Hauptdarstellerin im Grease-Kinofilm an der Seite von John Travolta, besuchte 1996 die Musical-Premiere im Düsseldorfer Capitol Theater. Fünf Tage vor der Premiere trat sie gemeinsam mit dem Düsseldorfer Grease-Ensemble als Star-Gast in der Fernsehshow „Wetten, dass..?“ auf[3].
- Anna Montanaro, eine der bekanntesten deutschen Musicaldarstellerinnen, begann ihre Karriere mit dem Musical Grease in Düsseldorf. Hier war sie in der Hauptrolle „Sandy“ zu sehen. Später ging sie als dritte deutsche Musicalkünstlerin (nach Hildegard Knef und Ute Lemper) an den New Yorker Broadway und zählt heute zu den internationalen Musical-Größen.
- Zur Spielzeit von Grease im Capitol Theater Düsseldorf brachte der französische Autohersteller Renault mit einer groß angelegten Werbeaktion das Sondermodell „Renault Twingo Grease“ auf den Markt.

## CD
Grease – Das Musical, Soundtrack zur deutschen Original-Aufführung, ELE 700 080, copyright: 1995 by Intershow Records, Labelcode: LC0193